# 希腊—西班牙关系
希腊－西班牙关系，为希腊与西班牙之间的双边关系。希腊在西班牙马德里设有大使馆，在巴塞罗那、毕尔巴鄂、韦尔瓦、拉科鲁尼亚、马拉加、拉斯帕尔马斯、马洛卡、塞维利亚、巴伦西亚9个城市设有名誉领事馆。西班牙在希腊雅典设有大使馆，在塞萨洛尼基设有名誉领事馆。

## 双边协定
- 关于科学技术合作的协定 (1972)
- 航空合作协定(1975)
- 关于避免收益与资本双重税收的协定 (2000).